# تپه بونگلان بالایی
تپه بونگلان بالایی مربوط به دوره اشکانیان است و در شهرستان خرم‌آباد، بخش پاپی، دهستان کشور، ۷/۸ کیلومتری شمالشرق روستای سنگتراشان واقع شده و این اثر در تاریخ ۲۸ اسفند ۱۳۸۵ با شمارهٔ ثبت ۱۸۶۲۷ به‌عنوان یکی از آثار ملی ایران به ثبت رسیده است.